# Jan Dobraczyński

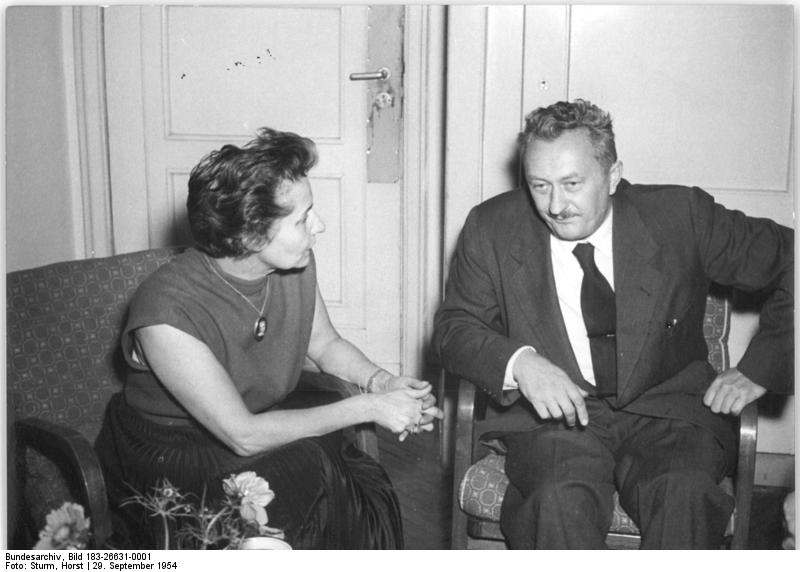
Dobraczyński en la RDA en 1954

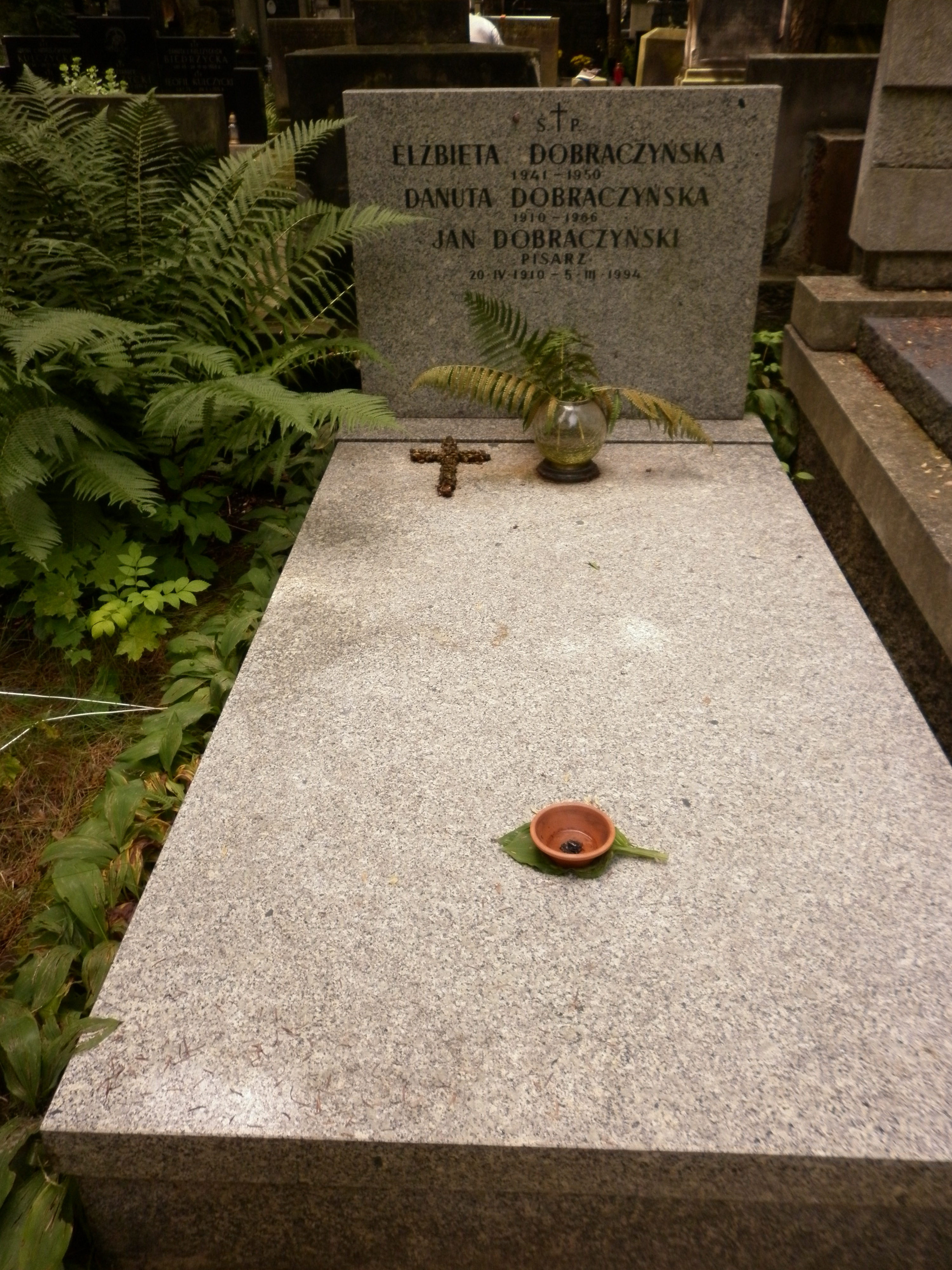
La tumba de Jan Dobraczyński en el cementerio Powązki en Varsovia

Jan Dobraczyński, alias literario y periodístico Eugeniusz Kurowski, JD JD (Varsovia, 20 de abril de 1910-Varsovia, 5 de marzo de 1994) fue un escritor y periodista polaco, participó en la defensa de Polonia durante la invasión alemana en septiembre de 1939 y posteriormente en el Levantamiento de Varsovia, alcanzó el grado de general de brigada, miembro del parlamento comunista I y IX Legislatura. Activista católico y nacional, miembro del Comité Polaco de Defensores de la Paz en 1949.

## Biografía
Nació el 20 de abril de 1910 en Varsovia en una familia intelectual, era hijo de Ludwik Dobraczyński, un funcionario, y Waleria Markiewicz. Asistió a las escuelas secundarias de St Stanisław Kostka en Varsovia, Joachim Lelewel y a la Adam Mickiewicz, donde se graduó en 1928. Luego estudió derecho en la Universidad de Varsovia, pero después de un año se trasladó a la Escuela Superior de Comercio, donde se graduó en 1932. Durante sus estudios, se involucró con la organización estudiantil cristiana Juventus Christian y su revista "Iuventus Christian", en la que hizo su debut como escritor (1934) y con la que estuvo asociado hasta 1936. Después de graduarse, trabajó por poco tiempo como funcionario del Departamento de Bienestar Social de la Oficina Municipal, pero en 1935 se trasladó a Lublin, donde trabajó en la Asociación Intermunicipal de Bienestar Social. En el mismo año se casó con Danuta Kotowicz. 
Durante su estancia en Lublin, dio conferencias encargadas para la Universidad Católica de Lublin. También colaboró con el Prąd publicado mensualmente en la Universidad Católica de Lublin. Durante este período estuvo asociado con el movimiento nacional, fue miembro del Stronnictwo Narodowe (Partido Nacional: 1928-1947); de la Asociación de Escritores Católicos. Escribió para la prensa católica y nacional, en el semanario Prosto z Mostu (en 1936-1939). En 1938 regresó a Varsovia, donde estuvo empleado en la Asociación de Comerciantes de Polonia. 
Luchó en la campaña de septiembre, sirviendo en el 2.º Regimiento de Caballería. Durante la ocupación nazi permaneció en Varsovia, desde 1941 trabajó en el Departamento de Bienestar Social de la Junta de la Ciudad. Desde diciembre de 1939, fue coeditor de la revista Walka, el cuerpo de prensa de NOW y la Junta Principal del Partido Nacional (del cual era miembro), y el suplemento Walka del Soldado de la Gran Polonia. Fundó Fight en diciembre de 1939 junto con Stanisław Piasecki. Otras revistas que editó durante la ocupación fueron Asuntos de la Nación, como jefe del departamento cultural en 1943-1944, Voz de la Patria, una carta dirigida a los polacos deportados a Alemania. También colaboró con las revistas Prawda y Prawda Młodych (1942-1944). Fue colaborador de Żegota. Su determinación salvó a unos 500-700 niños judíos. Como oficial de NOW y AK, participó en el Levantamiento de Varsovia, inicialmente como oficial de personal del Grupo Norte en el casco antiguo; luego fue el jefe de la rama de Información y Propaganda del Ejército del Interior. Después de la liquidación del Grupo Norte, desde el 6 de septiembre dirigió BiP en Mokotów. También editó el "mensaje informativo" de BiP. Fue galardonado con la Cruz de Mérito de Plata con Espadas. Después de la rendición, se quedó en los campos de prisioneros de guerra alemanes en Bergen-Belsen, y luego en Gross-born y Sandbostel. 
En mayo de 1945, después de su liberación como prisionero de guerra, regresó a Polonia. En el mismo año se inscribió en la Unión de Escritores Polacos. En los años 1945-1946 fue el editor del semanario Teraz i Tomorrow, del cual provenía la mayoría de los activistas fundados por Bolesław Piasecki, fundado en 1947 Stowarzyszenie Pax (Asociación Pax). Entre los años 1953 y 1956 presidió el comité de la junta editorial de Tygodnik Powszechny. En los años 1952-1956 fue miembro del Sejm, en nombre de la Asociación Pax. En 1949 fue delegado del Consejo Nacional de Defensores de la Paz en el Congreso de Defensores de la Paz en París.
Después de los cambios políticos en la República Popular de Polonia en 1956, coeditó las revistas Słowo Powszechne (Palabra Universal), Kierunki (Direcciones), y Wrocławski Tygodnik Katolicki (Semanario Católico de Varsovia), en este último, mantuvo una serie regular de columnas De semana a semana. Estuvo activo en muchas organizaciones y asociaciones: desde 1958 perteneció al Club PEN de Polonia, en los años 1966-1970 fue miembro de la Junta Principal de la Unión de Escritores Polacos, desde 1968 fue presidente del Consejo de ZAiKS, desde 1980 fue vicepresidente del Consejo General de la Junta Principal de ZBoWiD . También perteneció a la rama polaca de la Asociación Europea de Cultura (SEC): desde 1977 fue miembro de su Consejo Ejecutivo y, en 1981, el vicepresidente.  
Uno de los elementos más importantes de su actividad sociopolítica fue la función como miembro del presidium del Frente de la Unidad de la Nación, que ocupó en los años 1970-1983. En 1982 se convirtió en presidente del Consejo Nacional Provisional del Movimiento Patriótico de Reavivamiento Nacional (PRON), establecido en relación con la  Ley marcial dictada por las autoridades de la República Popular de Polonia; en 1983-1989 fue presidente del Consejo Nacional de esta organización. En 1983 fue elegido miembro del Consejo Nacional de la Sociedad de Amistad Polaco-Soviética. En los años 1985-1989 volvió a ser diputado del Sejm de la República Popular de Polonia. En los años 1986-1988, presidente del Comité Social para la Renovación del Casco Antiguo de Zamość. En octubre de 1988 fue ascendido al rango de brigada general de brigada en la reserva. La nominación fue entregada en el Belvedere por el presidente del Consejo de Estado, el primer secretario del Comité Central del Partido Comunista Polaco, el general del ejército Wojciech Jaruzelski. 
Después de 1989, no estuvo involucrado en actividades políticas. Murió en Varsovia el 5 de marzo de 1994. Fue enterrado en el cementerio Powązki en Varsovia (tumba 185-3-17).

## Premios y reconocimientos
Ha recibido muchos premios y condecoraciones polacos y extranjeros. Los más importantes son: 
- 1944, Polonia - Cruz de Mérito de Plata con Espadas
- 1951, Polonia - Cruz de Oro del Mérito (por méritos en la lucha por la paz)
- 1954, Polonia - Cruz de oficiales de la Orden de Polonia Restituta (por méritos en trabajo social)
- 1969, Polonia - Cruz del Comandante de la Orden Polonia Restituta
- 1977, Polonia - Premio del Ministro de Cultura y Arte de 1er grado - por logros literarios
- 1982, Polonia - Orden de la Bandera del Trabajo, primera clase
- 1984, Polonia - Orden de constructores de la Polonia popular
- 1985, Polonia - Cruz de plata Virtuti Militari Cross
- 1986, Polonia: primer premio estatal por logros de por vida
- 1993, Israel - la medalla Justos entre las naciones - otorgada por el Instituto Yad Vashem en Jerusalén por ayudar a los judíos durante la ocupación nazi, recibida en Varsovia[13]

## Publicaciones
Fue autor de numerosas historias, cuentos literarios, novelas y memorias. Su trabajo se caracterizó por una forma narrativa tradicional, y en el tratamiento de los problemas con el que se enfrentan los protagonistas la se ocupa de cuestiones metafísicas y morales, con una base basarlo en la enseñanza moral católica. La trama tiene un regusto melodramático o sensacional, caracterizado por un cierto impulso e inventiva en el ámbito de la construcción. Sin embargo, las reacciones negativas de los críticos, incluidos los católicos, denuncian una excesiva tipicidad y esquematismo al mostrar las elecciones morales de los individuos. 
Comenzó su trabajo como ensayista en 1934 en la revista Iuventus Christiana (No. 2, 1932) con el artículo Z reflexiones sobre la Biblia. Antes de la guerra, publicó el estudio de Bernanos - novelista (Lublin 1937) y Lawa Gorejąca. Estudio de Papini (Poznań 1939), también escribió su primera novela (La promesa de Otton), escrita alrededor de 1938, y premiada en un concurso del Instituto de Acción Católica: su manuscrito fue destruido durante la guerra, pero en 1946 se publicaron fragmentos en Polska Zachodnia (Polonia occidental) (No. 50- 51). Ganó popularidad debido a las novelas realistas sobre la ocupación, escritas durante la guerra en la casa en expansión (1946) y Los invasores (en dos partes, 1946-1947). 
En una casa en ruinas, habla sobre la religiosidad y la lucha de los combatientes en el levantamiento de Varsovia; en la novela Los invasores, sobre los eventos de guerra representados como un panorama complejo de varias capas. La trama de esta narración se centra en la figura de los oficiales alemanes, mostrando también transformación espiritual de uno de ellos bajo la influencia del catolicismo, que es para ilustrar las opiniones de Dobraczyński con respecto a la posibilidad del renacimiento espiritual de la nación alemana después de la guerra. Novela No se le dará una señal (1957), al igual que Dłonie na mrze (1960) y Doścignkuje (1967), fueron una continuación de los problemas planteados en las novelas de guerra junto con nuevos intentos de determinar las relaciones de la Alemania de la posguerra hacia el pasado. 
Muchas de sus novelas se basan en motivos bíblicos. Forman un ciclo novedoso, que incluye Elegido de las estrellas (1948), sobre Jeremías, el desierto (1955), sobre Moisés, la sombra del padre (1977), sobre San José, Saint Sword (1949) - sobre San Pablo Las Cartas de Nicodemo publicadas en 1951 fueron muy leídas, indirectamente –a través de las caras que escribe a un amigo– narra la historia del mismo Cristo, representa al fariseo erudito que estaba inclinado a aceptar el cristianismo bajo la influencia de las reflexiones sobre el significado del sufrimiento humano. 
Tomó el tema de la historia de la iglesia en las novelas Key of Wisdom (1951) y I Came to Disconnect (1959), hablando sobre el cristianismo en Europa y Asia a principios de los siglos XII y XIII. Blue Helmets on the Dam (1965) y Burned Bridges (1969) hablan sobre la Iglesia contemporánea en los conflictos sociales y políticos en los países en desarrollo. Sin embargo, con la novela W agotó el mar (1961), trató de mirar hacia el futuro, considerando cómo sería la Iglesia en el futuro y qué papel jugarán los cristianos de África en ella. 
Las novelas de la historia polaca son la Iglesia en Chochołów (1954) - sobre el Levantamiento de Chochołów, Quinta Ley (1962) - sobre Traugutt y la Puerta de Leipzig (1976) - sobre el p. Józef Poniatowski . En la década de 1980, escribió la novela Falling Leaves, dedicada a Roman Dmowski, que solo se publicó en 2010 (en el centenario del cumpleaños del autor), pues antes no fue posible por razones políticas. 
También fue autor de muchas novelas e historias, así como del drama Joanna Przędziwo (1948). 
Sus intereses literarios incluyeron estudios sobre Bernanos (1937) y Papini (1939) y colecciones de ensayos sobre literatura católica - Raperos (1951), Libros, ideas y hombre (1955), Grandeza y santidad (1958). Dedicó la historia de la iglesia a la serie de cinco volúmenes Voz del tiempo (1966–1974). También fue uno de los traductores de los escritos de San Teresa del Niño Jesús . Antes de la guerra, tradujo la novela de Mauriac Pilgrims (Poznań 1936; Varsovia 1957). Escribió el guion y los diálogos para la película In Shadow of Hate (1985, inspirado en la historia Ewa, junto con Wojciech Żółtowski), coautor del guion de la película Miasteczko (1958, inspirado en la canción Odust) y también coautor del guion de la serie juvenil Karino y la película Karino (1976). 
Sus obras publicadas en español son:
- Cartas de Nicodemo, Club Círculo de Lectores, Barcelona, 1970. ISBN 84-8239-672-2
- Los elegidos de las estrellas: la misión profética de Jeremías, Editorial Palabra, Madrid, 1991. ISBN 84-7118-762-0
- Encuentros con la Señora, Editorial Palabra, Madrid, 1989. ISBN 84-7118-631-4
- Una Iglesia en el Podhale, Herder editorial, Barcelona, 1964. ISBN 84-254-1319-2
- La santa espada: Pablo de Tarso, Herder editorial, Barcelona, 1985. ISBN 84-254-1441-5
- La sombra del padre: Historia de José de Nazaret, Editorial Palabra, Madrid, 2005 ISBN 84-8239-454-1
- San Antonio de Padua: gran predicador y hombre de ciencia, Editorial Palabra, Madrid, 2006. ISBN 84-8239-888-1
- Bajo las murallas de Viena, Editorial Palabra, Madrid, 1991. ISBN 84-8239-672-2
- Magdalena: Jesús arrojó de ella siete demonios, Editorial Palabra, Madrid, 2008. ISBN 84-8239-466-5
- Y el rayo cayó por tercera vez: el drama de la vida de San Juan Bautista, Editorial Palabra, Madrid, 2002. ISBN 84-7118-526-1